# Rafa Silva
Rafael Alexandre Fernandes Ferreira Silva, noto semplicemente come Rafa Silva (Vila Franca de Xira, 17 maggio 1993), è un calciatore portoghese, centrocampista o ala del Beşiktaş. Con la nazionale portoghese è diventato campione d'Europa nel 2016 e ha vinto la UEFA Nations League 2018-2019.

## Caratteristiche tecniche
Rafa Silva è un centrocampista offensivo che può giocare sia come esterno offensivo, che come trequartista; dotato di ottima tecnica individuale, abbina dinamismo ad una buona visione di gioco. Inoltre possiede un ottimo dribbling.

## Carriera

### Club
Gioca dall'estate 2013 nel massimo campionato portoghese con lo Sporting Braga. Il 19 agosto 2016 viene acquistato per 15 milioni dal Benfica. Poi si trasferisce a titolo definitivo al Beşiktaş in turchia. 

### Nazionale
Ha giocato per le nazionali portoghesi Under-20 e Under-21.
Il 5 marzo 2014 ha esordito in nazionale maggiore nell'amichevole tra Portogallo e Camerun, vinta 5-1 dai lusitani. Viene convocato per gli Europei 2016 in Francia. Il 10 luglio si laurea campione d'Europa dopo la vittoria in finale sulla Francia padrona di casa per 1-0, ottenuta grazie al goal decisivo di Éder durante i tempi supplementari. Il 19 settembre 2022 lascia la nazionale per motivi personali.

## Statistiche

### Presenze e reti nei club
Statistiche aggiornate al 5 luglio 2025.
| Stagione        | Squadra         | Campionato      | Campionato | Campionato | Coppe nazionali | Coppe nazionali | Coppe nazionali | Coppe continentali | Coppe continentali | Coppe continentali | Altre coppe | Altre coppe | Altre coppe | Totale | Totale |
| Stagione        | Squadra         | Comp            | Pres       | Reti       | Comp            | Pres            | Reti            | Comp               | Pres               | Reti               | Comp        | Pres        | Reti        | Pres   | Reti   |
| --------------- | --------------- | --------------- | ---------- | ---------- | --------------- | --------------- | --------------- | ------------------ | ------------------ | ------------------ | ----------- | ----------- | ----------- | ------ | ------ |
| 2012-2013       | Feirense        | SL              | 41         | 10         | CP+CdL          | 2+4             | 1+0             | -                  | -                  | -                  | -           | -           | -           | 47     | 11     |
| 2013-2014       | Braga           | PL              | 23         | 3          | CP+CdL          | 5+4             | 4+2             | -                  | -                  | -                  | -           | -           | -           | 32     | 9      |
| 2014-2015       | Braga           | PL              | 34         | 2          | CP+CdL          | 6+3             | 3+0             | -                  | -                  | -                  |             | -           | -           | 43     | 5      |
| 2015-2016       | Braga           | PL              | 31         | 8          | CP+CdL          | 5+3             | 0+1             | UEL                | 12                 | 3                  | SP          | 1           | 0           | 52     | 12     |
| Totale Braga    | Totale Braga    | Totale Braga    | 88         | 13         |                 | 26              | 10              |                    | 12                 | 3                  |             | 1           | 0           | 127    | 26     |
| 2016-2017       | Benfica         | PL              | 20         | 2          | CP+CdL          | 4+4             | 0               | UCL                | 3                  | 0                  | SP          | 0           | 0           | 31     | 2      |
| 2017-2018       | Benfica         | PL              | 20         | 3          | CP+CdL          | 1+2             | 0               | UCL                | 1                  | 0                  | SP          | 0           | 0           | 24     | 3      |
| 2018-2019       | Benfica         | PL              | 26         | 17         | CP+CdL          | 3+2             | 1+2             | UCL+UEL            | 7+5                | 0                  | -           | -           | -           | 43     | 20     |
| 2019-2020       | Benfica         | PL              | 25         | 7          | CP+CdL          | 4+1             | 1+0             | UCL+UEL            | 3+2                | 1+1                | SP          | 1           | 1           | 36     | 11     |
| 2020-2021       | Benfica         | PL              | 29         | 5          | CP+CdL          | 5+2             | 1+0             | UCL+UEL            | 1+7                | 1+2                | SP          | 1           | 0           | 45     | 9      |
| 2021-2022       | Benfica         | PL              | 30         | 8          | CP+CdL          | 2+2             | 1+0             | UCL                | 13                 | 3                  | -           | -           | -           | 47     | 12     |
| 2022-2023       | Benfica         | PL              | 28         | 8          | CP+CdL          | 2+3             | 0+0             | UCL                | 14                 | 6                  | -           | -           | -           | 47     | 14     |
| 2023-2024       | Benfica         | PL              | 30         | 14         | CP+CdL          | 6+3             | 4+0             | UCL+UEL            | 6+6                | 2+2                | SP          | 1           | 0           | 52     | 22     |
| Totale Benfica  | Totale Benfica  | Totale Benfica  | 208        | 64         |                 | 46              | 10              |                    | 68                 | 18                 |             | 3           | 1           | 325    | 93     |
| 2024-2025       | Beşiktaş        | SL              | 35         | 12         | TK              | 3               | 2               | UEL                | 10                 | 3                  | ST          | 1           | 1           | 49     | 16     |
| Totale Carriera | Totale Carriera | Totale Carriera | 372        | 99         |                 | 81              | 23              |                    | 90                 | 24                 |             | 5           | 2           | 548    | 146    |

### Cronologia presenze e reti in nazionale
| Cronologia completa delle presenze e delle reti in nazionale ― Portogallo | Cronologia completa delle presenze e delle reti in nazionale ― Portogallo | Cronologia completa delle presenze e delle reti in nazionale ― Portogallo | Cronologia completa delle presenze e delle reti in nazionale ― Portogallo | Cronologia completa delle presenze e delle reti in nazionale ― Portogallo | Cronologia completa delle presenze e delle reti in nazionale ― Portogallo | Cronologia completa delle presenze e delle reti in nazionale ― Portogallo | Cronologia completa delle presenze e delle reti in nazionale ― Portogallo |
| Data                                                                      | Città                                                                     | In casa                                                                   | Risultato                                                                 | Ospiti                                                                    | Competizione                                                              | Reti                                                                      | Note                                                                      |
| ------------------------------------------------------------------------- | ------------------------------------------------------------------------- | ------------------------------------------------------------------------- | ------------------------------------------------------------------------- | ------------------------------------------------------------------------- | ------------------------------------------------------------------------- | ------------------------------------------------------------------------- | ------------------------------------------------------------------------- |
| 5-3-2014                                                                  | Leiria                                                                    | Portogallo                                                                | 5 – 1                                                                     | Camerun                                                                   | Amichevole                                                                | -                                                                         | 46’                                                                       |
| 31-5-2014                                                                 | Oeiras                                                                    | Portogallo                                                                | 0 – 0                                                                     | Grecia                                                                    | Amichevole                                                                | -                                                                         | 83’                                                                       |
| 7-6-2014                                                                  | Foxborough                                                                | Messico                                                                   | 0 – 1                                                                     | Portogallo                                                                | Amichevole                                                                | -                                                                         | 76’                                                                       |
| 14-11-2015                                                                | Krasnodar                                                                 | Russia                                                                    | 1 – 0                                                                     | Portogallo                                                                | Amichevole                                                                | -                                                                         | 90+1’                                                                     |
| 17-11-2015                                                                | Lussemburgo                                                               | Lussemburgo                                                               | 0 – 2                                                                     | Portogallo                                                                | Amichevole                                                                | -                                                                         | 62’                                                                       |
| 25-3-2016                                                                 | Leiria                                                                    | Portogallo                                                                | 0 – 1                                                                     | Bulgaria                                                                  | Amichevole                                                                | -                                                                         | 65’                                                                       |
| 29-5-2016                                                                 | Porto                                                                     | Portogallo                                                                | 3 – 0                                                                     | Norvegia                                                                  | Amichevole                                                                | -                                                                         | 60’                                                                       |
| 2-6-2016                                                                  | Londra                                                                    | Inghilterra                                                               | 1 – 0                                                                     | Portogallo                                                                | Amichevole                                                                | -                                                                         | 36’                                                                       |
| 18-6-2016                                                                 | Parigi                                                                    | Portogallo                                                                | 0 – 0                                                                     | Austria                                                                   | Euro 2016 - 1º turno                                                      | -                                                                         | 89’                                                                       |
| 1-9-2016                                                                  | Porto                                                                     | Portogallo                                                                | 5 – 0                                                                     | Gibilterra                                                                | Amichevole                                                                | -                                                                         | 62’                                                                       |
| 11-10-2018                                                                | Chorzów                                                                   | Polonia                                                                   | 2 – 3                                                                     | Portogallo                                                                | UEFA Nations League 2018-2019 - 1º turno                                  | 1                                                                         | 85’                                                                       |
| 14-10-2018                                                                | Londra                                                                    | Scozia                                                                    | 1 – 3                                                                     | Portogallo                                                                | Amichevole                                                                | -                                                                         | 90+1’                                                                     |
| 20-11-2018                                                                | Guimarães                                                                 | Portogallo                                                                | 1 – 1                                                                     | Polonia                                                                   | UEFA Nations League 2018-2019 - 1º turno                                  | -                                                                         | 70’                                                                       |
| 22-3-2019                                                                 | Lisbona                                                                   | Portogallo                                                                | 0 – 0                                                                     | Ucraina                                                                   | Qual. Euro 2020                                                           | -                                                                         | 62’                                                                       |
| 25-3-2019                                                                 | Lisbona                                                                   | Portogallo                                                                | 1 – 1                                                                     | Serbia                                                                    | Qual. Euro 2020                                                           | -                                                                         | 84’                                                                       |
| 9-6-2019                                                                  | Porto                                                                     | Portogallo                                                                | 1 – 0                                                                     | Paesi Bassi                                                               | UEFA Nations League 2018-2019 - Finale                                    | -                                                                         | 75’                                                                       |
| 10-9-2019                                                                 | Vilnius                                                                   | Lituania                                                                  | 1 – 5                                                                     | Portogallo                                                                | Qual. Euro 2020                                                           | -                                                                         | 56’                                                                       |
| 14-10-2020                                                                | Lisbona                                                                   | Portogallo                                                                | 3 – 0                                                                     | Svezia                                                                    | UEFA Nations League 2020-2021 - 1º turno                                  | -                                                                         | 88’                                                                       |
| 24-3-2021                                                                 | Torino                                                                    | Portogallo                                                                | 1 – 0                                                                     | Azerbaigian                                                               | Qual. Mondiali 2022                                                       | -                                                                         | 63’                                                                       |
| 30-3-2021                                                                 | Lussemburgo                                                               | Lussemburgo                                                               | 1 – 3                                                                     | Portogallo                                                                | Qual. Mondiali 2022                                                       | -                                                                         | 68’                                                                       |
| 4-6-2021                                                                  | Madrid                                                                    | Spagna                                                                    | 0 – 0                                                                     | Portogallo                                                                | Amichevole                                                                | -                                                                         | 69’                                                                       |
| 15-6-2021                                                                 | Budapest                                                                  | Ungheria                                                                  | 0 – 3                                                                     | Portogallo                                                                | Euro 2020 - 1º turno                                                      | -                                                                         | 71’                                                                       |
| 19-6-2021                                                                 | Monaco di Baviera                                                         | Portogallo                                                                | 2 – 4                                                                     | Germania                                                                  | Euro 2020 - 1º turno                                                      | -                                                                         | 58’                                                                       |
| 1-9-2021                                                                  | Faro                                                                      | Portogallo                                                                | 2 – 1                                                                     | Irlanda                                                                   | Qual. Mondiali 2022                                                       | -                                                                         | 46’                                                                       |
| 4-9-2021                                                                  | Debrecen                                                                  | Qatar                                                                     | 1 – 3                                                                     | Portogallo                                                                | Amichevole                                                                | -                                                                         | 81’                                                                       |
| Totale                                                                    |                                                                           | Presenze                                                                  | 25                                                                        |                                                                           | Reti                                                                      | 1                                                                         |                                                                           |

## Palmarès

### Club
- Coppa del Portogallo: 2

Sporting Braga: 2015-2016
Benfica: 2016-2017
- Supercoppa di Portogallo: 4

Benfica: 2016, 2017, 2019, 2023
- Campionato portoghese: 3

Benfica: 2016-2017, 2018-2019, 2022-2023
- Supercoppa di Turchia: 1

Beşiktaş: 2024

### Nazionale
- Campionato d'Europa: 1

Francia 2016
- UEFA Nations League: 1

2018-2019